# To Beast or Not To Beast
To Beast or Not to Beast je album finske glasbene skupine Lordi. Izšel je leta 2013 pri založbi Sony Music.

## Seznam skladb
1. "We're Not Bad for the Kids (We're Worse)" - 3:23
2. "I Luv Ugly" - 3:47
3. "The Riff" - 3:44
4. "Something Wicked This Way Comes" - 4:57
5. "I'm the Best" - 3:14
6. "Horrifiction" - 3:28
7. "Happy New Fear" - 4:45
8. "Schizo Doll" - 4:34
9. "Candy for the Cannibal" - 4:42
10. "Sincerely with Love" - 3:13
11. "SCG6: Otus' Butcher Clinic" - 3:23
12. "Hulking Dynamo" - 3:03